# 安陽鑫龍煤業
安陽鑫龍煤業（集團）有限公司，河南煤業化工集團旗下公司，是在2004年成立，主要業務生產煤矿设计生产能力260万吨/年、煤炭品种有低灰、特低硫、高发热量的优质炼焦用焦煤、配焦或动力用贫煤和瘦煤、以及低灰、特低硫、高发热量的优质无烟煤。現任董事長谢述新。
2007年被永城煤電集團收購，2009年，和另外3家企業合併，組成河南煤業化工集團。

## 連結
- 安陽鑫龍煤業（集團）有限公司
- 河南煤业化工集团：在兼并重组中提升竞争力 中国矿产资源整合律师网（页面存档备份，存于）